# 中山街道 (湛江市)
中山街道，是中华人民共和国广东省湛江市赤坎区下辖的一个乡镇级行政单位。

## 行政区划
中山街道下辖以下地区：
三和社区、文东社区、向阳社区和桥兴社区。